# كورينا هاين
كورينا هاين (بالألمانية: Corinna Hein)‏ هي دراجة ألمانية، ولدت في 6 فبراير 1983 في آخرن في ألمانيا.